# Pile (monument)
Vous lisez un « bon article » labellisé en 2024.
Une pile, aussi appelée pile romaine, pile gallo-romaine ou pile funéraire, est une sorte de tour élevée, de plan carré ou rectangulaire, plus rarement circulaire, constituant un monument funéraire ; cette terminologie est propre au vocabulaire français de l'archéologie, dans le cadre géographique et historique de la Gaule romaine.
Les piles, élevées entre le Ier et le IVe siècle, se retrouvent dans un large sud-ouest de la Gaule avec une forte concentration dans la civitas des Ausques, autour de l'actuelle ville d'Auch, où elles portent souvent un nom local, comme « tourasse » ou « tourraque », dérivé occitan du mot « tour ».
Faute de fouilles approfondies des sites, leur fonction est longtemps restée énigmatique mais il est très probable qu'il s'agisse de monuments funéraires dédiés à la mémoire d'un notable local. Sans être de véritables mausolées, puisque la presque totalité d'entre elles sont dépourvues de chambre funéraire, elles signalent la proximité de la sépulture elle-même qui devrait se trouver dans un enclos au pied de la pile ; par leur caractère ostentatoire, elles servent également à montrer la richesse et la puissance de la famille de leur commanditaire, dont la villa est fréquemment localisée à proximité.
Quatorze piles sont protégées comme monuments historiques français.
Des monuments à la fonction comparable existent également dans d'autres parties de l'Empire romain : Italie, où se trouve peut-être leur berceau géographique, Hispanie, Afrique proconsulaire. Toutefois, leur morphologie est souvent un peu différente et ils ne portent pas, dans la langue des pays concernés, le nom de « pile ».

## Terminologie
Le terme « pile », désignant indistinctement toute sorte de construction massive s'apparentant à un pilier composé de structures superposées, s'est imposé dans la langue courante pour ces édifices, ce que relève Camille Jullian en 1896. En Guyenne et Languedoc, les mots « tourrasse » ou, en Gascogne, « tourraque », sont des augmentatifs du substantif occitan « tour ». Le nom de « Peyrelongue » (pierre longue) habituellement donné aux mégalithes, se retrouve en plusieurs endroits, avec les formes « Pirelongue » ou « Pirelonge » (tour de Pirelonge à Saint-Romain-de-Benet, près de Royan). En Saintonge, le substantif « fanal », qui pourrait évoquer à première lecture une tour à signaux, est en réalité une évolution du terme fanum (temple). Le toponyme « Montjoie », désignant fréquemment l'emplacement d'un monument militaire commémoratif élevé à un carrefour, se retrouve parfois associé à une pile (pile gallo-romaine de la Montjoie à Roquebrune, Gers). La pile d'Authon-Ébéon est parfois dénommée « pyramide », substantif qui n'est pas systématiquement réservé aux monuments de forme géométriquement pyramidale. En 1814, Alexandre Du Mège qualifie la pile de Lestelle, à Beauchalot, d'« obélisque » par analogie de forme, sans pour autant la relier à la culture égyptienne, car il la pense dédiée à Mercure.
En dehors des régions françaises, c'est le terme plus générique de « mausolée » ou « mausolée-tour » qui est le plus souvent employé, soit que le caractère funéraire soit demeuré évident par la bonne conservation du monument, soit qu'on lui ait attribué d'autres fonctions : borne, monument commémoratif, etc., qui l'auraient protégé du vandalisme. Un mausolée antique, au sens strict du terme français, est un « monument funéraire grandiose […] destiné à recevoir la dépouille d'un personnage puissant […] » ; ce n'est pas le cas des piles qui, dans leur immense majorité, ne sont pas aménagées pour servir de sépulture et se rapprochent davantage d'un cénotaphe.

## Historiographie et caractéristiques
En 1898, Philippe Lauzun publie un premier inventaire des piles du sud-ouest de la France ; il y inclut tous les monuments en forme de tour, quel que soit leur plan, qu'ils soient ou non pourvus de niches ou creusés d'une loge funéraire et ne conclut pas toujours sur leur fonction, alors souvent méconnue.
Huit décennies plus tard, Pierre Audin se livre à une étude de la pile de Cinq-Mars mais élargit le champ de sa publication à l'ensemble des monuments funéraires turriformes, en France comme à l'étranger, considérés eux aussi comme des « piles ».
Dans l'introduction de l'ouvrage consacré à l'étude des piles du sud-ouest qu'elle publie en 2016, Pascale Clauss-Balty donne une définition beaucoup plus restrictive de la pile, déjà esquissée en 1993 par Pierre Sillières et Georges Soukiassian et basée sur le type le plus fréquemment rencontré dans le sud-ouest de la France. Une pile est un monument en forme de tour, massif, sur plan carré ou rectangulaire, pourvu dans sa partie supérieure d'une niche abritant à l'origine une statue ; cette définition exclut des monuments comme la pile de Cinq-Mars ou la tour de Pirelonge (absence de niche), la tourasse d'Aiguillon (plan circulaire) ou la tour de Mézolieux (monument creux pourvu d'une chambre funéraire).

### Généralités et plan
Le plan type d'une pile est donc celui d'une tour pleine — les excavations pratiquées lors de fouilles clandestines ou par des « chercheurs de trésors » au XIXe siècle n'ont jamais révélé la moindre cavité intérieure — quadrangulaire qui se décompose généralement en plusieurs structures dont les dimensions en plan se réduisent au fur et à mesure de l'élévation. Dans la pratique, le plan des piles s'écarte parfois de ce schéma mais les différences semblent le résultat d'usages régionaux ; une certaine homogénéité dans la construction est discernable au sein d'une même zone géographique. La Tourasse à Aiguillon (Lot-et-Garonne) est l'unique édifice de plan circulaire encore en élévation, mais son statut de monument funéraire, longtemps discuté, semble désormais attesté.
La hauteur d'une pile est difficile à établir en raison de la dégradation des monuments subsistants ; elle est en tout cas très variable, le plus souvent entre 8 et 15 m. Toutefois, celle de Cinq-Mars (Indre-et-Loire), la plus haute, atteint 29,40 mètres et celle de Clergué (Haute-Garonne), sans doute la plus petite, ne dépasse pas 6 à 7 mètres.

### Description

#### Parties constitutives

Schéma général d'une pile (façade principale).

Le massif de fondations, destiné à ancrer le monument dans le sol, est toujours largement débordant par rapport à l'élévation et sa profondeur, en fonction de la qualité du sous-sol et de la hauteur de la pile, varie entre 0,6 et 1,5 m, sauf à Villelongue-d'Aude où la pile est directement établie sur le sol rocheux sans que des fondations soient nécessaires. Généralement dépourvues de parement, les fondations sont constituées de blocs cimentés.
Le soubassement a pour fonction de surélever le corps de la pile, c'est-à-dire les étages supérieurs, afin d'exposer encore plus le monument à la vue. Il est souvent parementé de la même manière que les étages supérieurs mais son plan ne conditionne pas le leur et il n'est généralement pas ornementé.

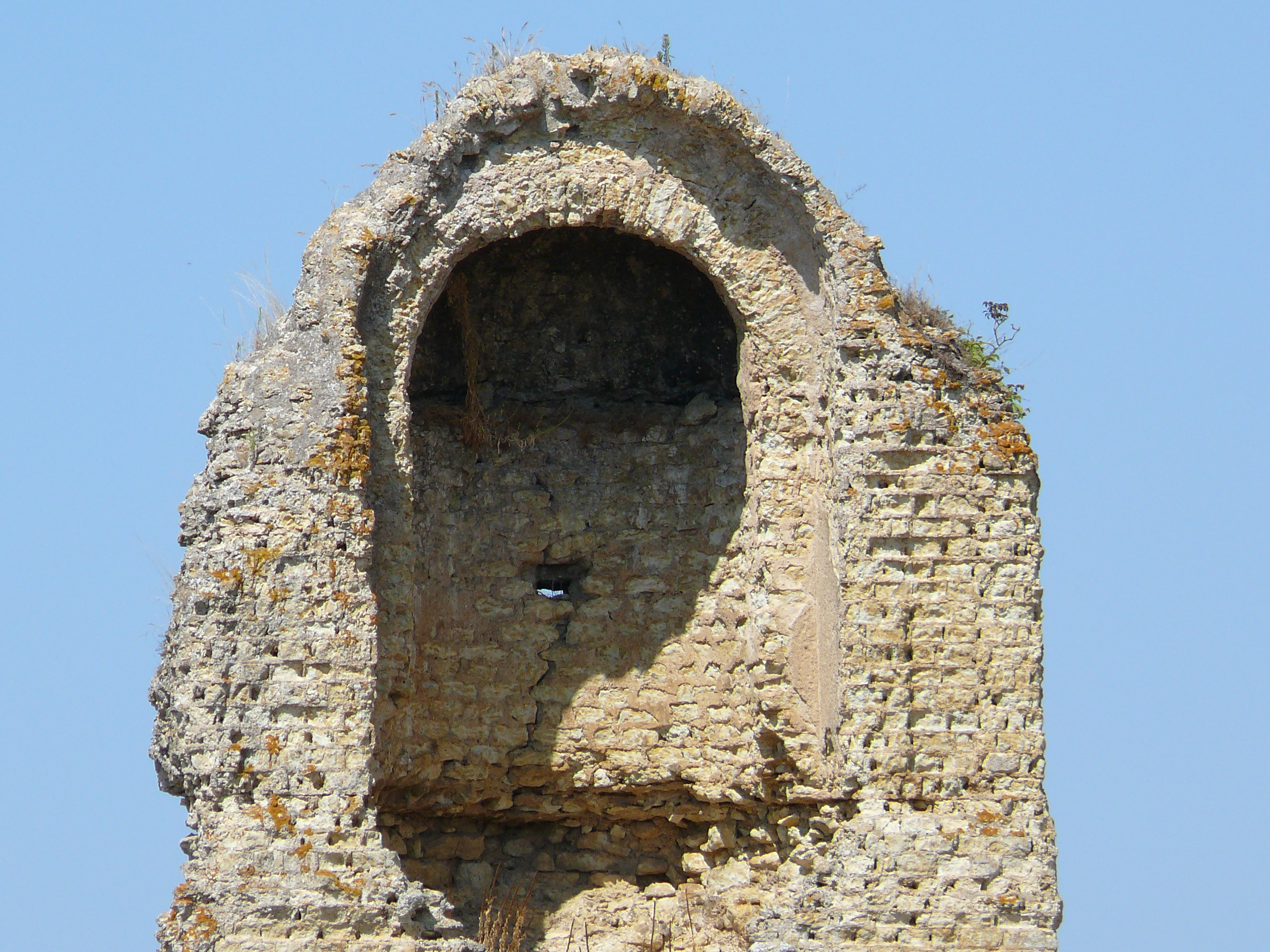
Niche, tourraque de Lacouture.

Le podium est le premier étage ostentatoire de l'édifice et son importance apparaît dans la qualité de son parement et dans les décorations (pilastres, corniches) dont il est parfois pourvu, en tout cas pour les piles les plus grandes. C'est également sur la face principale du podium qu'est fixée la plaque d'inscription portant la dédicace de la pile.
L'édicule est l'élément le plus important de la pile. C'est à ce niveau qu'est installée, quand elle existe, la niche qui abrite une représentation du défunt dont on veut honorer la mémoire. La construction de l'édicule intègre les mêmes éléments décoratifs que le podium. La niche est souvent voûtée en berceau, à fond plat ou arrondi et sa largeur est généralement supérieure à sa profondeur : il n'est pas nécessaire de disposer d'une niche profonde puisque la statue qu'elle recèle doit être installée à l'entrée, bien en vue.
La question de la toiture n'est pas résolue, aucune pile n'étant conservée intacte jusqu'à ce niveau. Toutes les formes permettant un bon écoulement des eaux sont envisageables selon le plan de l'édicule, bâtière, toiture à quatre pans voire pyramide, cône, avec une couverture de tuiles scellées au mortier — le recours à une charpente en bois est difficilement envisageable pour des raisons de longévité — ou de dalles de pierre rendues solidaires par des crampons métalliques — c'est le parti retenu pour la tour de Pirelonge.

#### Maçonnerie et décor

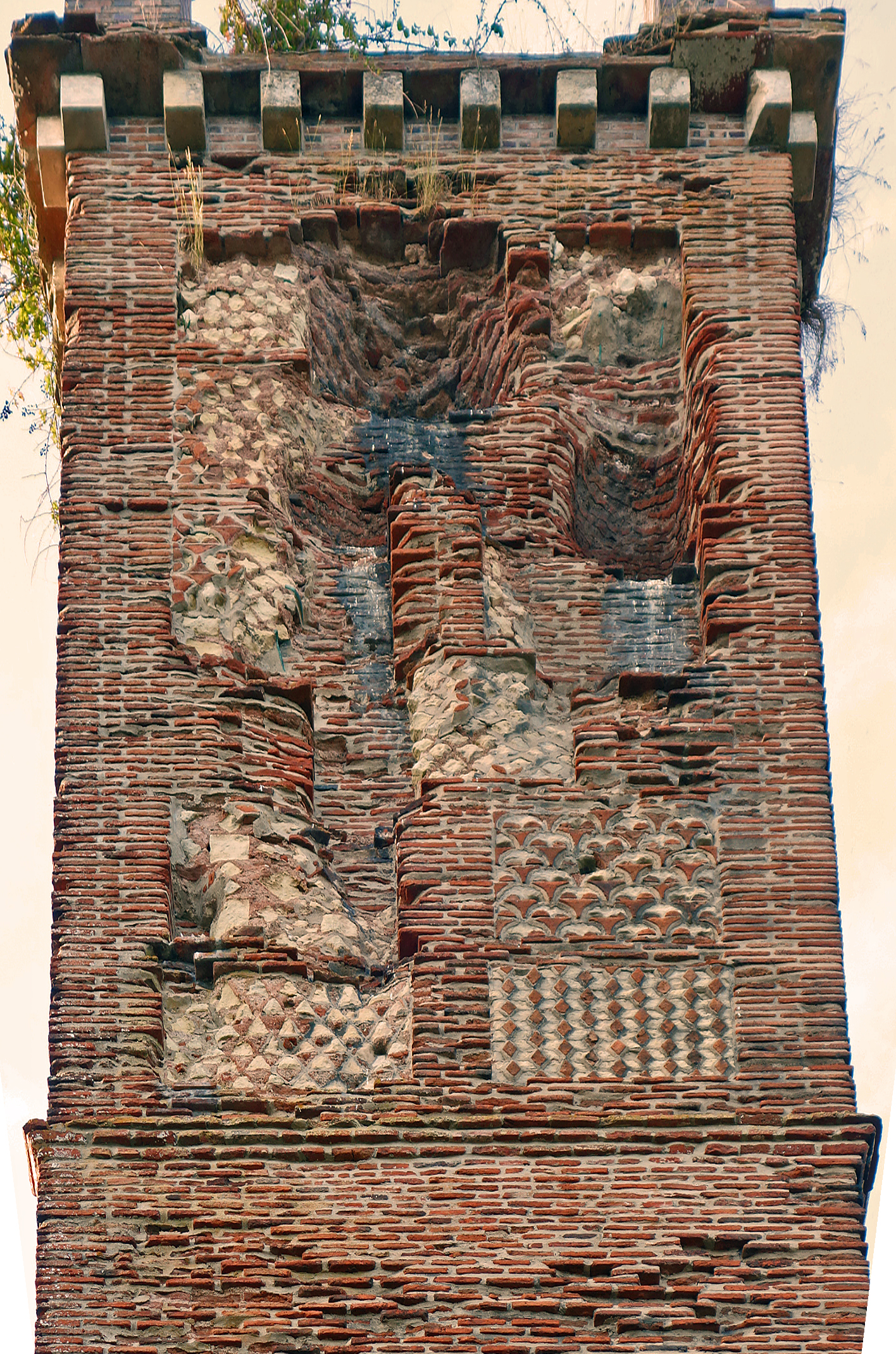
Décor, pile de Cinq-Mars.

La maçonnerie fait appel à un noyau en opus caementicium (pierres non calibrées noyées dans du mortier) recouvert d'un parement, en opus vittatum de petits moellons calcaires le plus fréquemment et régulièrement taillés, mais parfois en grands blocs (piles de Saintonge) ou en briques (pile de Cinq-Mars). Dans le cas de la pile de Roques, l'emploi de galets de la Garonne pour les fondations et le noyau et de la brique pour le parement traduit une adaptation aux matériaux et aux techniques de construction locaux, également mis en œuvre dans le rempart gallo-romain de Toulouse, tout proche et sans doute construit à la même époque.
Dans le cas d'un parement en moellons, les pilastres sont généralement sculptés dans les pierres du parement, mais il n'est pas exclu que des éléments en stuc, disparus avec le temps, viennent compléter la décoration. Des enduits de couleurs vives ont parfois été apposés en décoration au niveau de l'édicule et de sa niche : il en subsiste des vestiges, par exemple sur la pile romaine de Luzenac. Aux Tourreilles, c'est grâce à un jeu de moellons de différentes couleurs que la pile est décorée. Les panneaux en brique, calcaire et terre cuite de la pile de Cinq-Mars sont sans équivalent connu, bien qu'un décor à base de motifs géométriques en argile cuite soit envisagé sur la pile disparue de Chagnon.

### Environnement et implantation

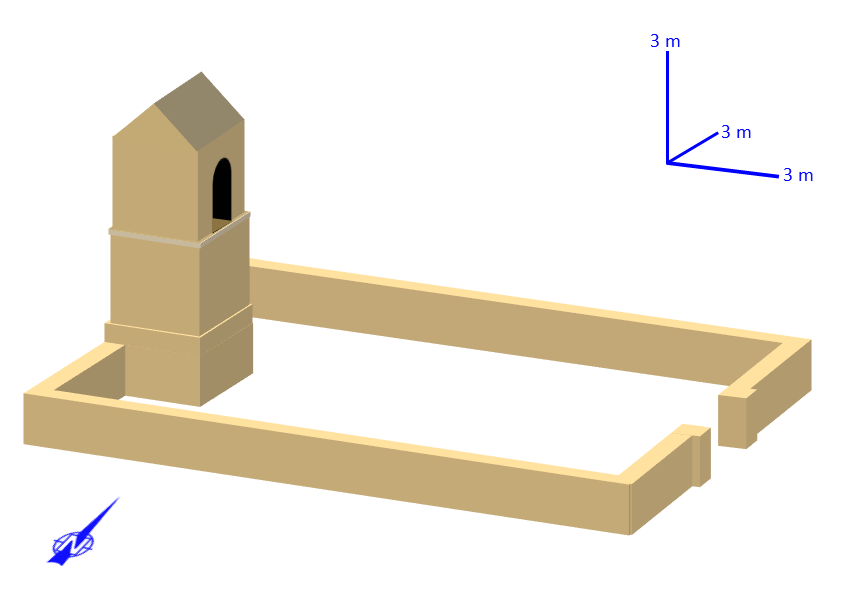
Illustration d'une des piles de Mirande.

Il arrive souvent que la pile soit accompagnée d'un enclos funéraire de forme carrée ou rectangulaire à son pied ; la pile peut se trouver au centre de l'enclos, contre l'un de ses murs ou même à l'extérieur. Cette disposition est sans doute plus courante que les recherches ne le montrent : les fouilles sont parfois incomplètes ou anciennes et mal documentées et ces enclos passent d'autant plus inaperçus que certains ont dû être constitués de matériaux périssables (palissades ou haies). À Mirande (piles de Betbèze), de nombreuses sépultures sont retrouvées dans et autour de l'enclos, confirmant le rôle de monument funéraire de la pile. Sur ce site, et sans doute sur d'autres, la pile n'est pas isolée mais elle est un élément d'une nécropole plus vaste dont les limites ne sont pas cernées.

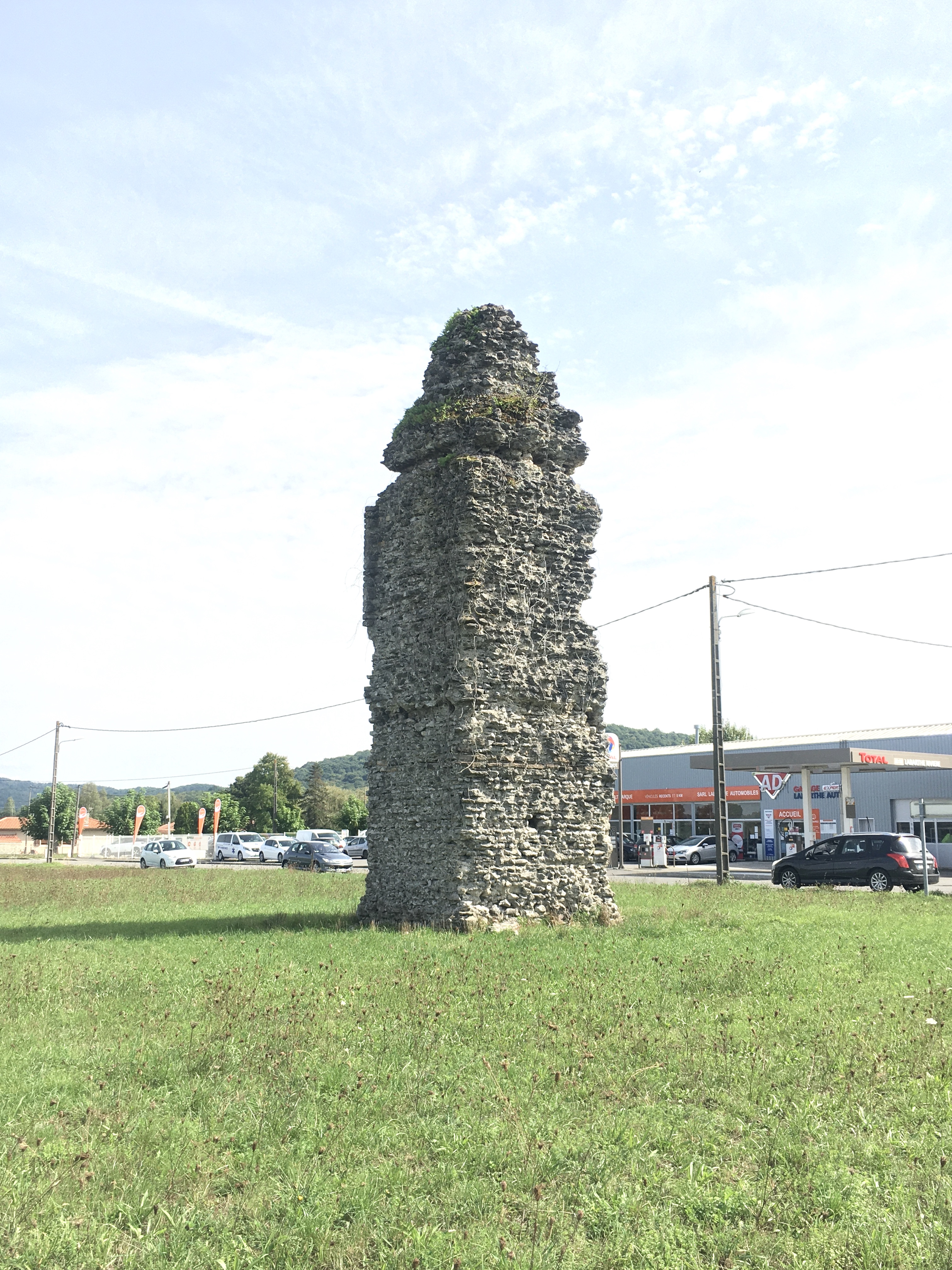
Labarthe-Rivière : la voie passe au niveau de la route en arrière-plan.

Dans plusieurs situations, comme à Ordan-Larroque, la découverte d'une villa à proximité de la pile conduit à supposer que c'est la famille du propriétaire décédé de la villa qui a décidé de l'érection de ce monument. Là encore, l'insuffisance des données peut conduire à sous-estimer l'importance du lien entre pile et habitat,.
La présence d'une voie antique, au bord de laquelle la pile est construite, est signalée dans plus d'une quinzaine de sites et, dans ce cas, la niche de la pile est tournée vers la voie. Ceci s'explique par la volonté de montrer la pile au plus grand nombre de personnes, dont les voyageurs transitant par cette voie. Celle-ci peut être un axe de grand passage (voie de Tolosa/Toulouse à Aquae Tarbellicae/Dax pour les piles de Haute-Garonne ou voie de Limonum/Poitiers à Burdigala/Bordeaux pour les piles saintongeaises) ou un chemin moins fréquenté (pile de Clergué ou tour de la Chèvre d'Or).
En dehors de ces considérations, il est difficile d'établir une implantation type pour les piles, tant les facteurs précédemment cités sont prioritaires. Peu semble importer que le monument soit construit sur une hauteur ou dans une vallée, orienté selon l'un ou l'autre des points cardinaux, du moment qu'il est exposé à la vue du plus grand nombre ou bien édifié près des sépultures qu'il est destiné à marquer ou de l'habitation dont il dépend.

## Fonction
Les piles restent longtemps qualifiées de « mystérieuses », la connaissance de leur fonction s'étant d’autant plus perdue que leur décor extérieur a souvent disparu et que les premières fouilles, réalisées au XIXe siècle, sont souvent incomplètes et conduites selon des techniques perfectibles. En 1896, en introduction du compte-rendu de fouilles sur le site de Chagnon (Charente-Maritime), Camille Jullian soulève d'ailleurs la « question des piles » en passant en revue les différentes hypothèses sur la fonction de ces monuments.

### Bornes
Parmi les hypothèses les plus souvent proposées, figurent les « bornes » assimilables à des milliaires, compte tenu de leur présence le long des voies romaines. Mais, même en tenant compte des édifices disparus, leur nombre n’est pas suffisant pour justifier leur usage systématique dans ce sens, et leur grande taille apparaît quelque peu disproportionnée avec le rôle d’une simple borne. Enfin, certaines piles se trouvent en dehors des grands axes de circulation. Il est en revanche certain que, dans un second temps, les piles ont pu servir de repère visuel dans le paysage au même titre qu'un autre bâtiment ou un arbre remarquables.
Elles ont également pu marquer la limite de certains territoires, ce qui est avéré à Roques où la pile a servi de bornage communal à la fin du XVIIIe ou au début du XIXe siècle, et leur rôle d'amer dans les régions côtières a été évoqué.

### Phares
L'assimilation des piles à des phares, liée au terme fanal parfois rencontré, se heurte à une impossibilité technique. Au contraire d'une lanterne des morts, qui est creuse, ce qui permet d'installer un feu à son sommet, une pile est pleine. L'accès au sommet (7 à 24 m) ne peut se faire que par un dispositif extérieur d'escaliers ou d'échelles dont les indispensables points d'ancrage sur la maçonnerie du monument n'ont jamais été signalés.

### Temples

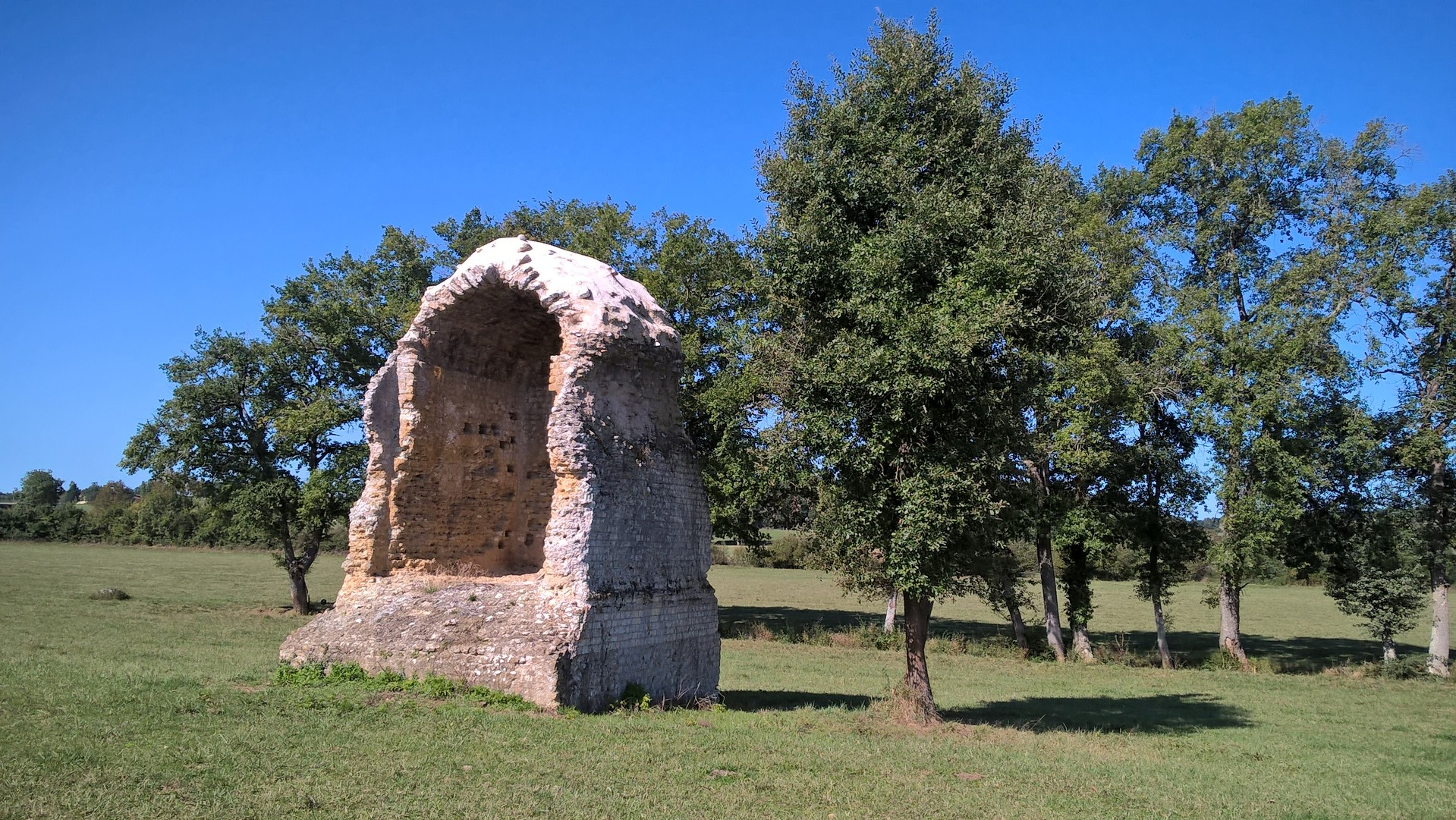
Pile gallo-romaine de la Montjoie.

L'hypothèse couramment répandue qu'il puisse s'agir de temples dédiés à divers dieux et notamment Mercure, dieu protecteur des voyageurs, est renforcée par la position de plusieurs piles en bordure de voies antiques. De nombreuses statues (entières ou fragmentées) de divinités et des objets de culte sont retrouvés aux abords des piles, surtout dans les enclos funéraires associés, mais leur nature est parfois mal interprétée : à Labarthe-Rivière, une aile en pierre ne provient certainement pas du casque de Mercure mais plutôt de la statue d'un oiseau couronnant la pile.
Cependant, le monument gersois usuellement dénommé pile gallo-romaine de la Montjoie s'écarte beaucoup du schéma habituel des piles funéraires par sa faible hauteur, sa large niche ouverte presque au niveau du sol et creusée d'alvéoles, et il pourrait s'agir de la cella d'un temple de type fanum.

### Monument funéraire
Il est communément admis aujourd'hui que les piles sont des monuments funéraires, destinés à célébrer la mémoire de personnages importants. Les sépultures se trouvent dans l'enclos fréquemment associé à la pile et qui peut n'être qu'un élément d'une nécropole plus vaste, comme à Betbèze (Mirande, Gers). La pile, quand elle est voisine d'une villa, est sans doute érigée par les propriétaires du domaine. Installée à un emplacement qui la rend très visible, elle dépasse son rôle commémoratif pour servir également de marqueur social montrant la puissance et la richesse de la famille commanditaire et de marqueur culturel témoignant de sa romanisation.
Cette fonction funéraire n’est pas forcément en contradiction avec les diverses hypothèses précédentes, car les tombeaux étaient souvent bâtis aux carrefours, selon les règles mêmes établies par les arpenteurs romains, et leurs enceintes, souvent disparues, contenaient objets de culte et statues de divinités.
Les piles funéraires ont une fonction bien différente des piliers votifs comme le pilier des Nautes ou celui d'Yzeures-sur-Creuse. Ces derniers monuments n'ont aucune vocation funéraire ; ils sont dédiés à un ou, en général, plusieurs dieux.

## Chronologie, évolution et études archéologiques

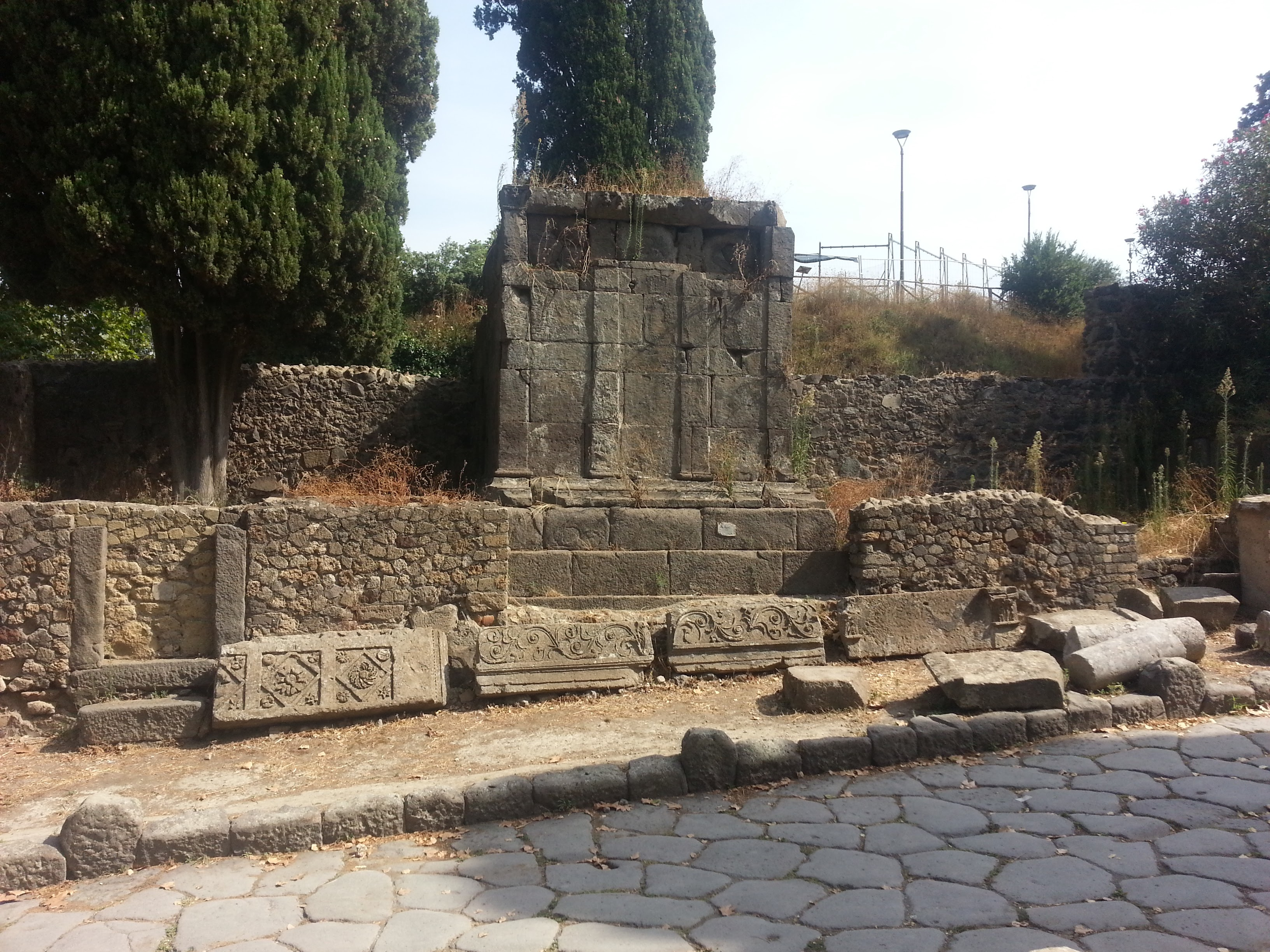
Tombeau des guirlandes (Pompéi).

L'origine des piles de Gaule pourrait se trouver dans des monuments funéraires massifs dans la péninsule italienne, du type de ceux retrouvés à Pompéi, comme le Tombeau des guirlandes daté du Ier siècle av. J.-C. Leur principe et leur architecture (plusieurs étages, niche à statue, noyau en blocage recouvert d'un parement) auraient été diffusés dans d'autres provinces romaines, dont celles de Gaule et de Germanie, moyennant une adaptation aux matériaux, exigences et savoir-faire des architectes locaux. Cette diffusion a pu se faire par des vétérans de l'armée romaine ayant obtenu des domaines dans les provinces, ou par des notables de ces mêmes provinces à l'occasion d'un voyage dans la péninsule italienne.
Lorsque les fouilles ont permis de l'établir, notamment par la découverte de mobilier archéologique associé aux piles dans les enclos funéraires auxquels elles sont rattachées, il ressort que ces monuments sont construits à partir de la seconde moitié du Ier siècle apr. J.-C. et cessent d'être fréquentés vers la fin du IVe siècle.
Après la christianisation, faute de pouvoir être reconverties en chapelles ou en églises en raison de leur nature massive, les piles servent de carrière de pierre ; si le noyau est laissé intact, le parement, composé de pierres régulièrement taillées, est soigneusement récupéré mais l'époque précise de cette opération n'est pas connue. Certaines ont dû plus tardivement laisser la place à une voie de chemin de fer, une route ou d'autres aménagements, comme la pile de Vielle-Adour (Hautes-Pyrénées).
S'ensuit une longue période au cours de laquelle la plupart des piles, dépouillées de leur parement et de tout ornement, réduites à des blocs de maçonnerie, ne sont plus reconnaissables ; leur fonction initiale alors disparaît de la mémoire collective. En outre, elles ne sont étudiées que tardivement et partiellement, ce qui multiplie et renforce les légendes au sujet de leur destination. Après des fouilles très ponctuelles et souvent réalisées selon la méthodologie d'usage au XIXe siècle, il faut attendre les années 1960 pour qu'un relevé généralisé des piles du Sud-Ouest soit réalisé. Quelques sites français bénéficient en outre de fouilles programmées ou de sauvetage. C'est ainsi qu'en 2005 des fouilles réalisées à la pile de Cinq-Mars mettent au jour un enclos et les vestiges d'un bâtiment confirmant la vocation funéraire de la pile.
Sous le titre Les piles funéraires gallo-romaines du Sud-Ouest de la France, Pascale Clauss-Balty dirige en 2016 la publication d'un ouvrage de synthèse sur l'étude de ce type de monument, qui comprend également les comptes rendus détaillés de plusieurs chantiers de fouilles archéologiques.
En 2024, quatorze de ces piles sont protégées comme monuments historiques français, dix par une mesure de classement, quatre par une mesure d'inscription.

## Répartition géographique en France

Nombre de piles par département français.

Les piles se retrouvent dans une grande partie de la Gaule, avec une nette prédominance pour le Sud-Ouest de la France mais des monuments voisins sont également signalés dans d'autres régions françaises : le mausolée du site archéologique de Faverolles (Haute-Marne), dans un enclos carré en bordure d'une voie, est lui aussi le monument commémoratif, celui d'un riche Lingon.

### Région Centre-Val de Loire

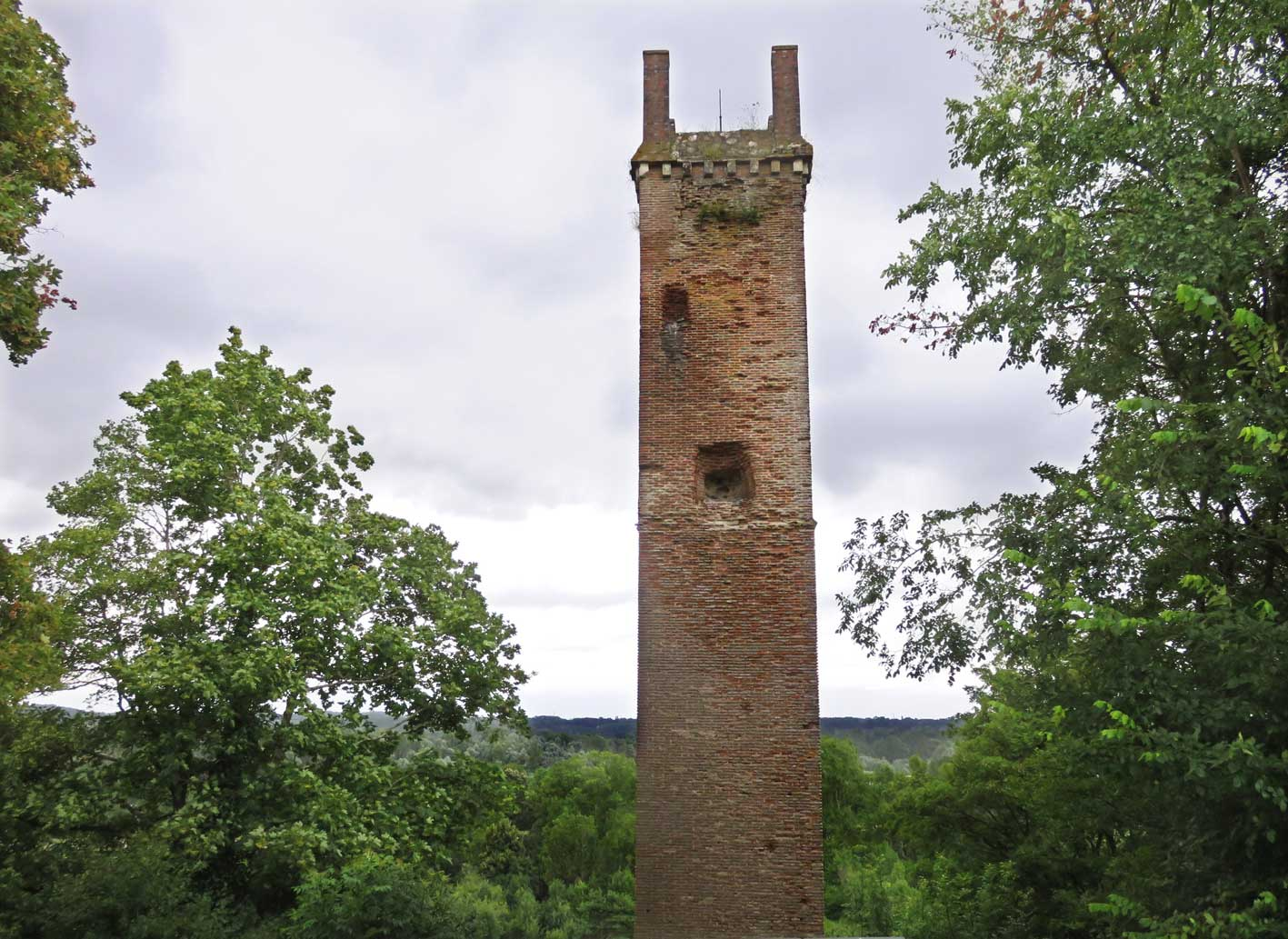
Pile de Cinq-Mars.

Les deux monuments funéraires d'Indre-et-Loire se distinguent du schéma habituel des piles par la nature de leur parement, briques et décor monumental pour la pile de Cinq-Mars et grand appareil pour la pierre de Faon.
Des fouilles entreprises en 2018 à La Chapelle-Vendômoise (Loir-et-Cher) mettent au jour une structure composé d'une enceinte de 7,2 m de côté accompagnée d'un massif de maçonnerie d'environ 2 m de côté. Sa fonction funéraire est attestée mais pas sa nature exacte ; il pourrait cependant s'agir d'une pile de petite dimension associée à un enclos et proche d'une villa.

### Région Nouvelle-Aquitaine

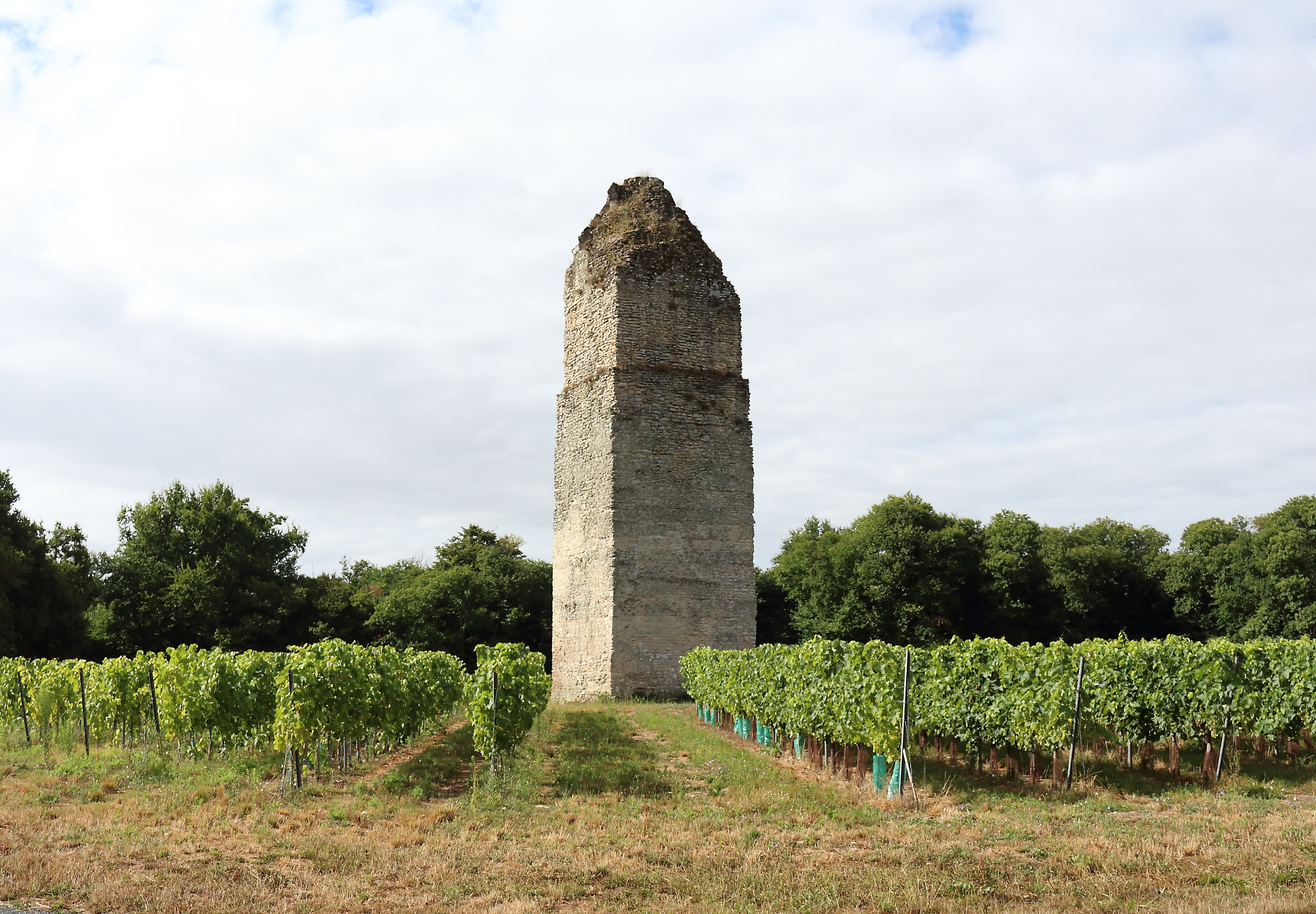
Tour de Pirelonge.

Trois piles sont recensées en Charente-Maritime, dont deux encore en élévation, la tour de Pirelonge et la pyramide d'Authon-Ébéon. Il semble que toutes trois étaient parementées en grand appareil, et deux au moins sont associées à un enclos funéraire.
Dans le Lot-et-Garonne, la Tourasse d'Aiguillon se distingue par son plan circulaire. La tour de Peyrelongue conserve son parement en petit appareil et sa niche voûtée en cul-de-four.
La pile de Lescar, dans les Pyrénées-Atlantiques, détruite en 1847, était associée à un enclos funéraire et dépendait certainement d'une villa proche.

### Région Occitanie

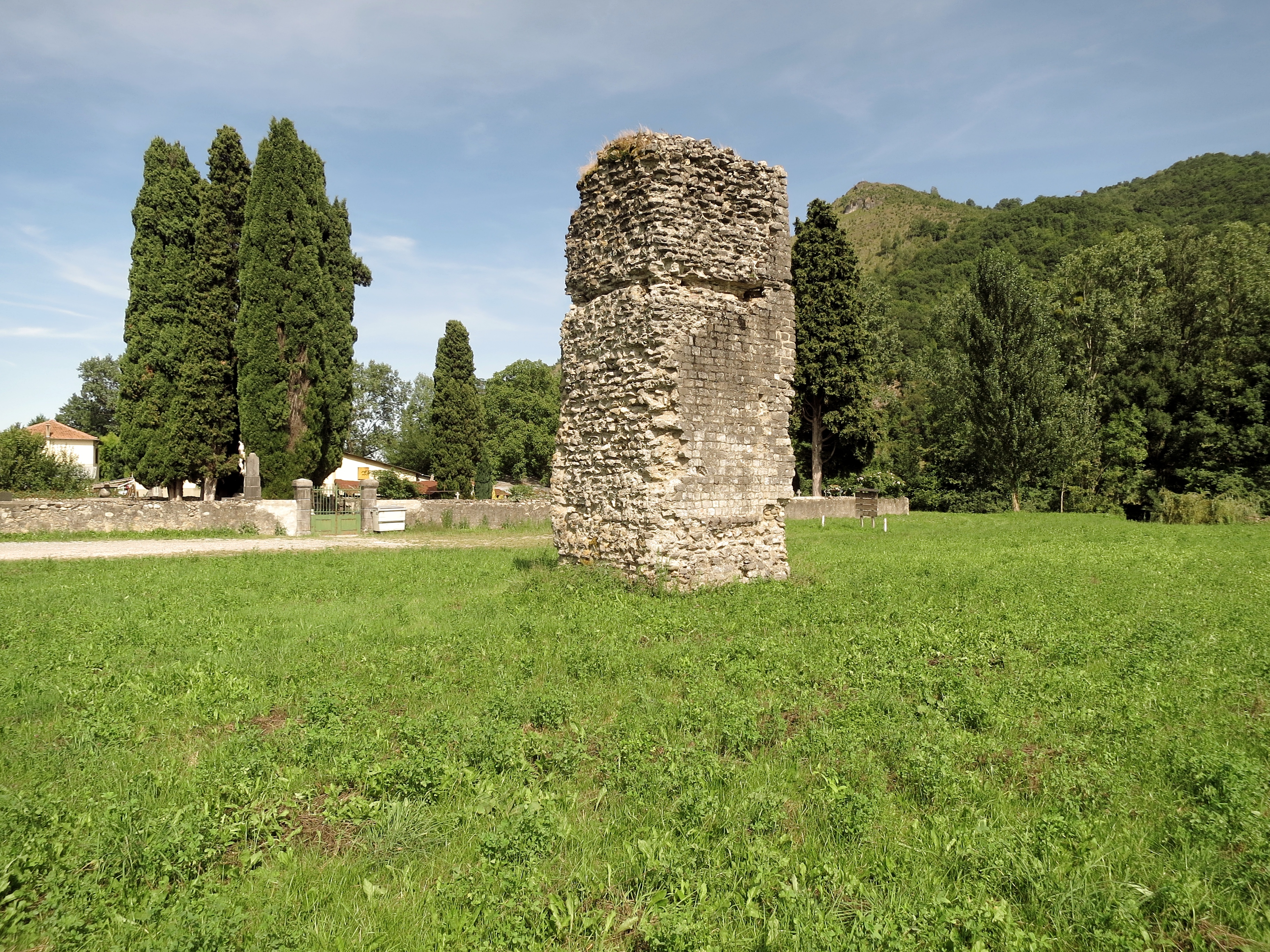
Pile de Luzenac.

C'est à Vielle-Adour que se trouvait la seule pile connue des Hautes-Pyrénées. Démolie au milieu du XIXe siècle lors de la construction d'une ligne de chemin de fer, elle mesurait alors trois mètres de côté pour une hauteur de six mètres environ.
La pile romaine de Luzenac, seul monument de ce type connu en Ariège, conserve des vestiges des enduits colorés dont son parement était revêtu.

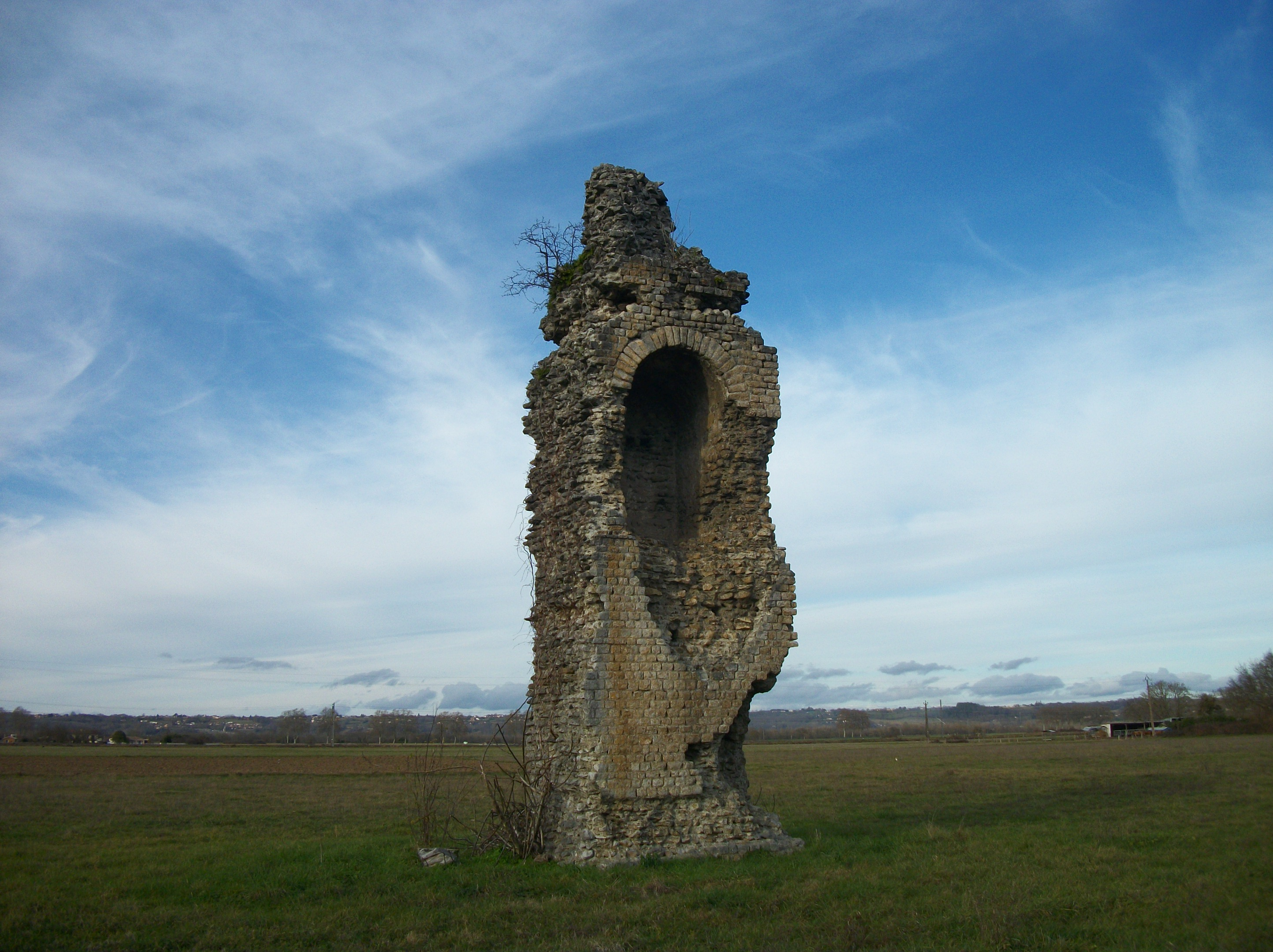
Pile romaine de Labarthe-Rivière.

Les monuments funéraires gallo-romains recensés dans l'Aude, tour de Mézolieux et monument funéraire gallo-romain de Villelongue-d'Aude, ainsi qu'un troisième disparu à Roubia, présentent la particularité, non rencontrée ailleurs, de posséder une loge ou chambre funéraire au-dessous de leur niche et destinée à abriter des sépultures, probablement sous la forme d'urnes.
Dans la Haute-Garonne, la voie reliant Toulouse à Dax était jalonnée d'au moins cinq piles, dont trois sont encore visibles ; deux autres se trouvaient plus à l'écart, toujours à proximité d'une voie de passage.
Le département du Gers est le plus riche en piles funéraires : douze sont recensées dont huit encore debout, dans des états de conservation très variables. Toutes semblent avoir possédé une niche. La fonction de la pile de la Montjoie, à Roquebrune n'est pas connue avec précision, il pourrait s'agir de la cella d'un fanum.

### Région Provence-Alpes-Côte d'Azur

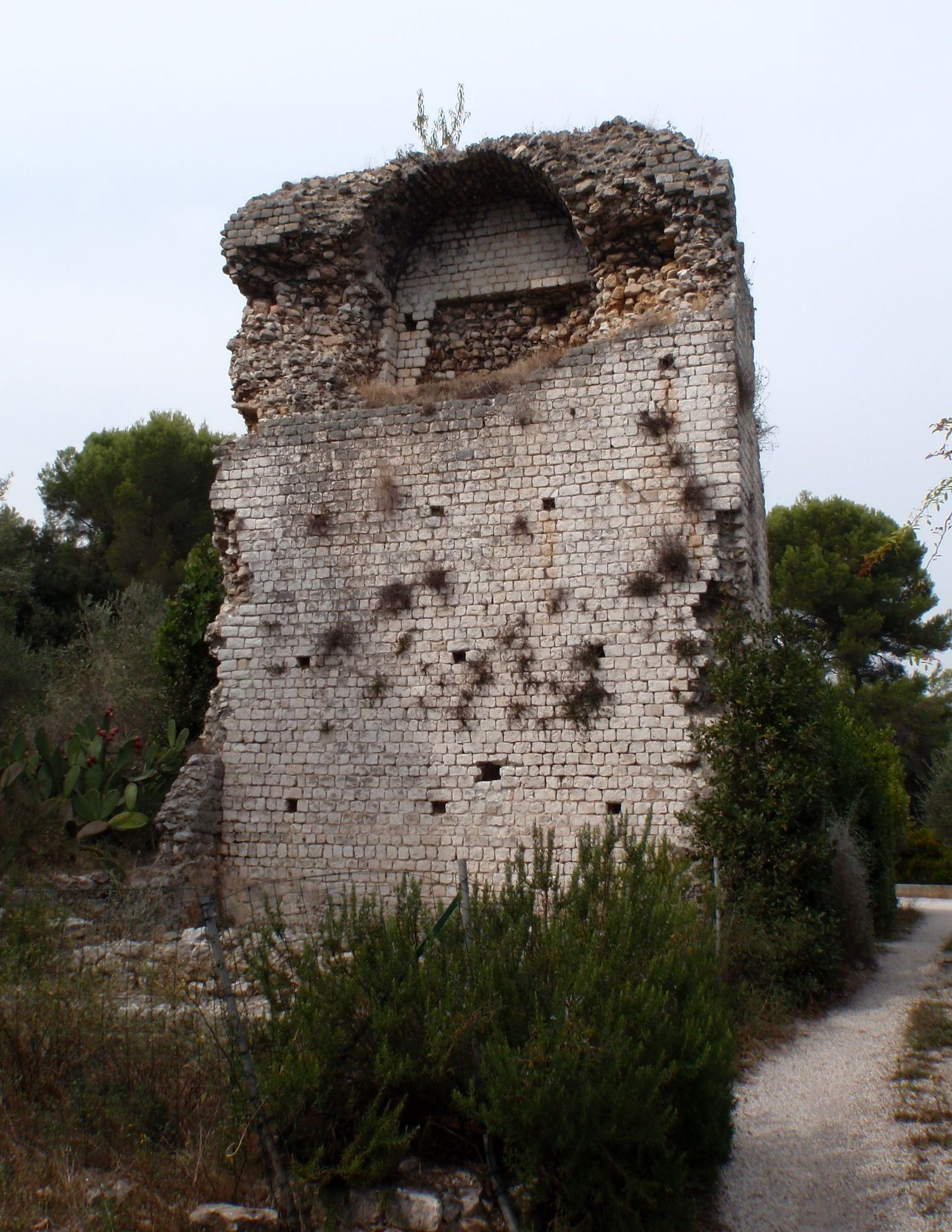
Tour de la Chèvre d'Or.

La tour de la Chèvre d'Or, à Biot, la seule connue dans la région, est très éloignée de la zone géographique où les piles sont les plus fréquentes ; sa fonction de monument funéraire ne fait toutefois pas de doute : elle est associée à un enclos et implantée au bord d'un chemin antique.

## Monuments funéraires de type proche ailleurs dans le monde romain
Des monuments funéraires dont la fonction et le principe peuvent être comparés à ceux des « piles » qu'on trouve en France se rencontrent aussi dans d'autres parties de l'Empire romain.
Les « piliers trévires » comme celui d'Igel, même si leur décoration est différente, sont également des monuments pleins, dédiés à la mémoire d'un défunt. Ils ne comportent pas de chambre funéraire mais sont fréquemment associés à un enclos et proches d'une villa.
En Italie, à Albenga ou à Pompéi par exemple, des piles sont très proches des exemplaires de Gaule, avec toutefois un parement généralement en opus incertum rehaussé de briques ou en grand appareil. La Tour des Scipion à Tarragone procède du même principe ; le parement est également en grand appareil.
En Tunisie, un groupe homogène est construit dans la région des basses steppes (Kasserine, nécropole de Haouch Taacha) et, même si aucune fouille approfondie ne semble avoir eu lieu, la morphologie et la fonction de ces piles datables des IIe ou IIIe siècles sont très similaires à celles des édifices français. Le même type de monument funéraire se retrouve aussi en Libye (Ghirza, province de Tripolitaine).

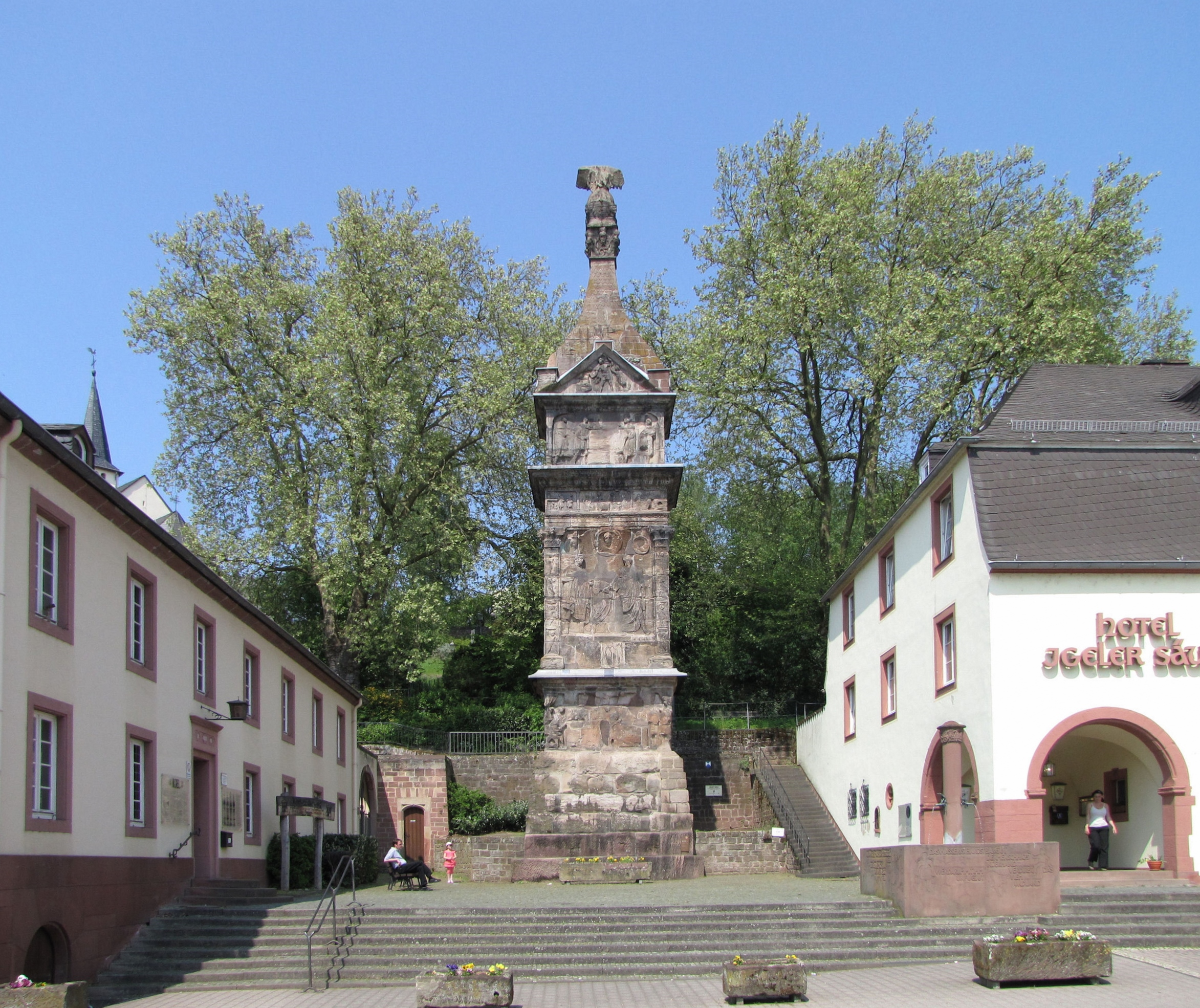
Mausolée d'Igel.
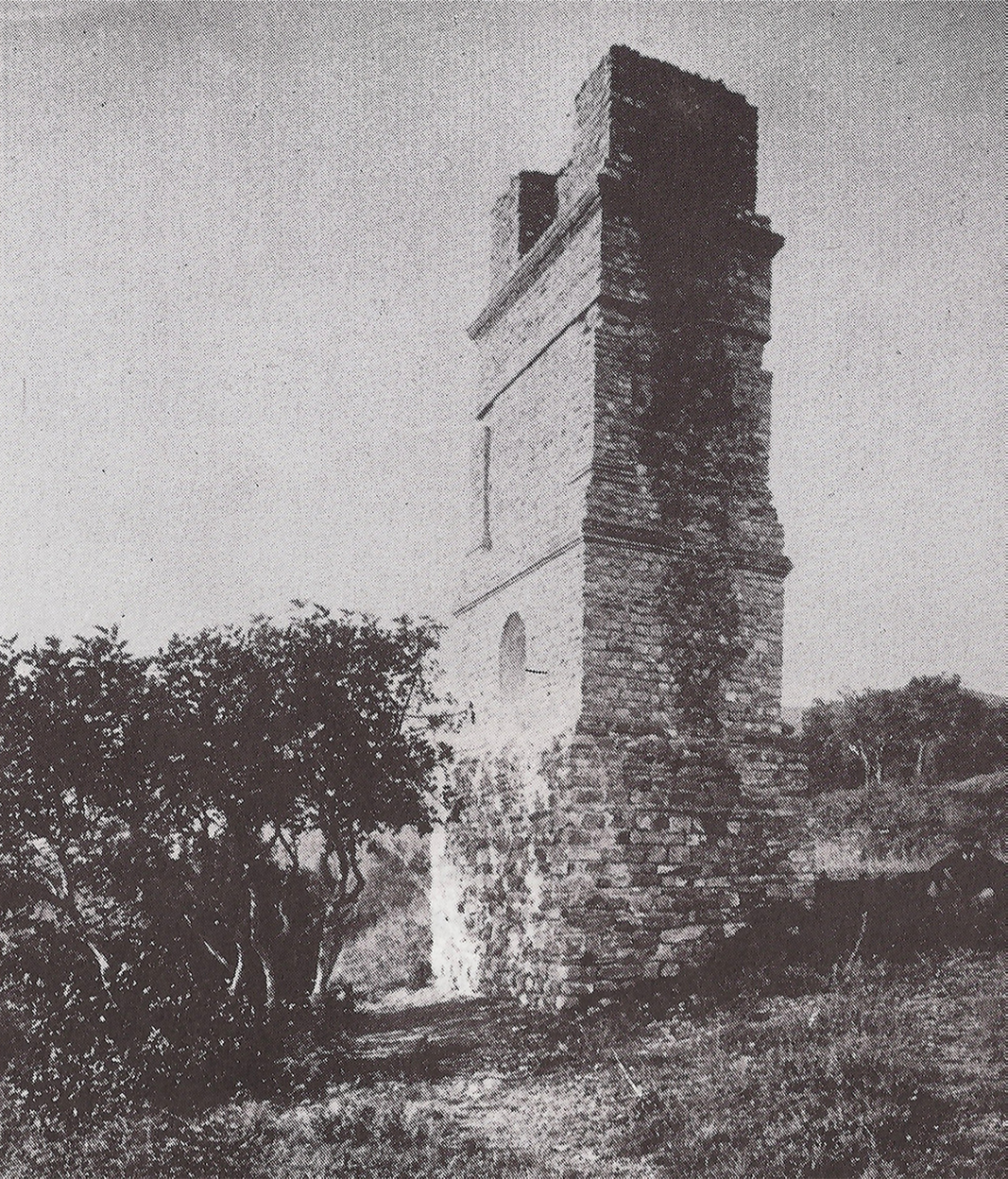
Pilier d'Albenga reconstruit.
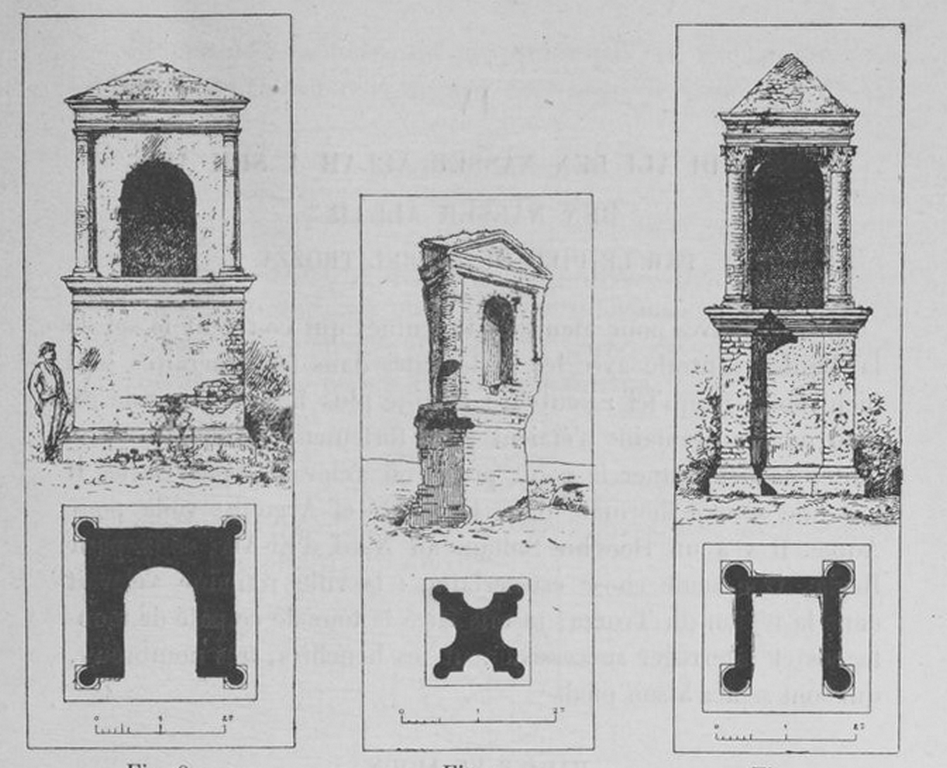
Nécropole de Haouch Taacha.
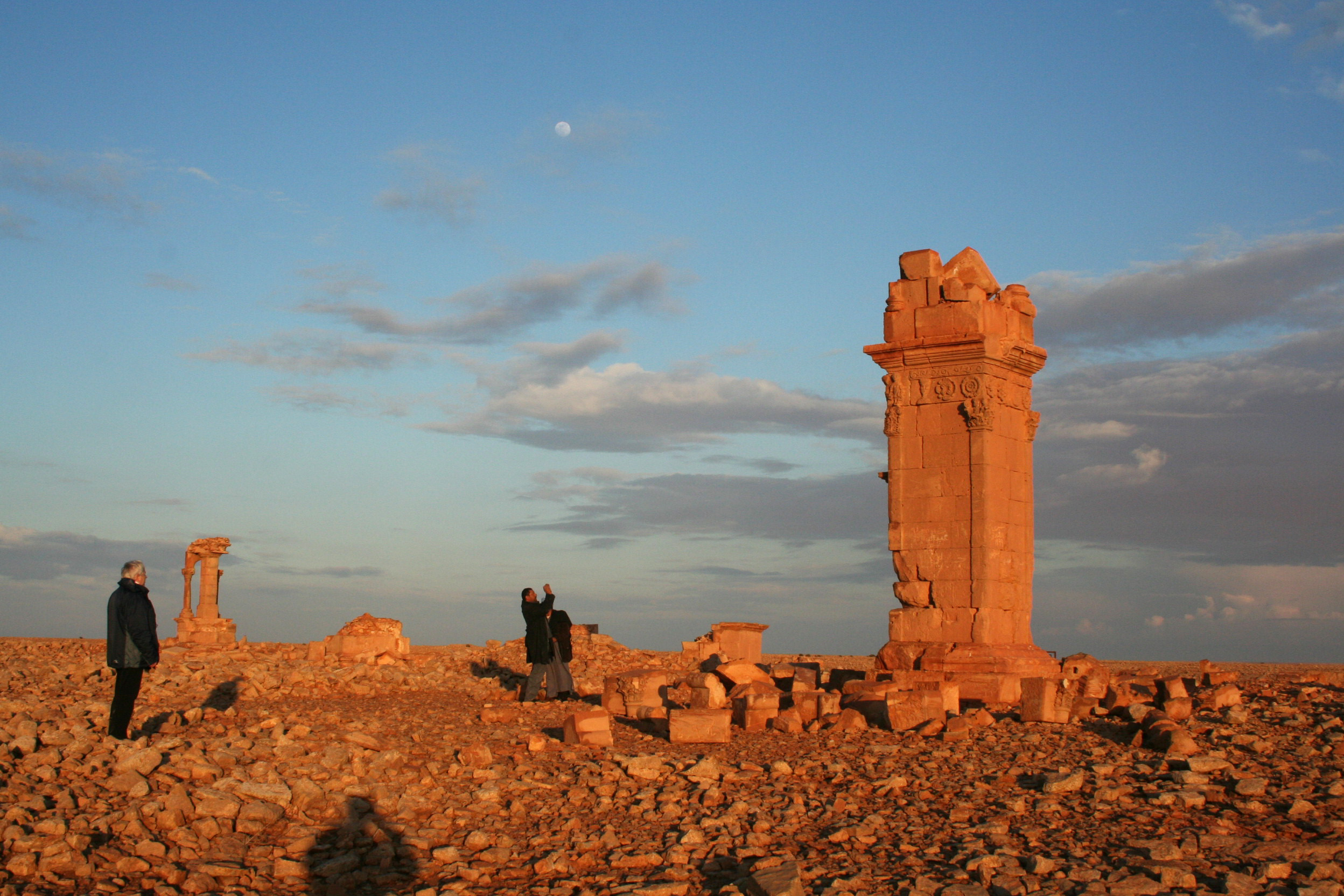
Mausolées de Ghirza.